# Antti Aalto (hockey sur glace)
Pour les articles homonymes, voir Antti Aalto et Aalto.
Antti Aalto (né le 4 mars 1975 à Lappeenranta en Finlande) est un joueur professionnel finlandais de hockey sur glace qui évoluait au poste de centre.

## Carrière en club
Formé au SaiPa Lappeenranta, il rejoint dès ses 17 ans le TPS Turku. Antti est très vite repéré par les grands clubs nord-américains de la Ligue nationale de hockey. Ainsi, lors de la Draft 1993, les Mighty Ducks d'Anaheim retiennent Antti lors de la 6e ronde (134e choix au total).
Afin de le laisser progresser, les propriétaires des Ducks le laissent s'épanouir en SM-Liiga durant quatre saisons avant de l'envoyer une première fois dans l'équipe réserve des Mighty Ducks de Cincinnati. Cette première saison est très correcte et lui permet même de faire un court passage (3 matchs) en LNH.
Ayant convaincu ses supérieurs après le camp d'été, Aalto est incorporé à l'effectif de l'équipe de LNH. S'il participe à presque tous les matchs, son temps de jeu est assez réduit, mais pire, son rendement n'est pas celui escompté par les dirigeants de la franchise californienne. Après deux saisons sans briller, le voilà obligé de retourner en Ligue américaine de hockey.
La saison 2000-01 démarre sur les chapeaux de roue pour le centre finlandais. Ses bons résultats lui permettent de revenir dans l'effectif des Ducks mais il échoue encore à ce niveau. Sa saison sera donc marqué par d'incessants aller-retours entre les deux ligues.
Sans espoir pour la nouvelle saison, Antti prend la décision de revenir au pays, au sein du Jokerit Helsinki avec lequel il joue durant deux ans. En 2003, il revient dans son club formateur, le TPS Turku. Trois ans plus tard, il sera contraint de mettre un terme à sa carrière à cause d'une grave blessure à l'épaule qui aurait demandé trop de temps pour un joueur déjà âgé de 31 ans.

## Clubs successifs
- SaiPa Lappeenranta : jusqu'en 1993
- TPS Turku : de 1993 à 1997
- Mighty Ducks de Cincinnati : de 1997 à 1998 puis de 2000 à 2001
- Mighty Ducks d'Anaheim : de 1997 à 2001
- Jokerit Helsinki : de 2001 à 2003
- TPS Turku : de 2003 à 2006.

## Palmarès
- 1991-1992 :
  - 4e du championnat d'Europe U18
- 1992-1993 :
  -  Champion de Finlande
  - 4e du championnat d'Europe U18
- 1993-1994 :
  - Vice-champion de Finlande
  -  Vainqueur de la Coupe d'Europe
  - 4e du championnat du Monde U20
- 1994-1995 :
  -  Champion de Finlande
  - 3e de la Coupe d'Europe
  - 4e du championnat du Monde U20
- 1995-1996 :
  - Vice-champion de Finlande
- 1996-1997 :
  - Vice-champion de Finlande
  -  Vainqueur de l'European Hockey League
- 1999-2000 :
  - 3e des Championnats du monde
- 2001-2002 :
  -  Champion de Finlande
  - Finaliste de la Coupe Ärrä
  - 1/4 finaliste des Jeux Olympiques
  - 4e des Championnats du monde
- 2002-2003 :
  - 1/2 finaliste du championnat de Finlande
  - Finaliste de la Coupe Marski
  - Finaliste de la Coupe Ärrä
  -  Vainqueur de la Coupe d'Europe
- 2003-2004 :
  - Vice-champion de Finlande
- 2004-2005 :
  - 1/4 finaliste du championnat de Finlande
  - Vainqueur de la Viking Cup
- 2005-2006 :
  - Vainqueur de la Viking Cup
  - Vainqueur du Pitsiturnaus

### Trophées et honneurs personnels
- 1996-1997 :
  - 5e meilleur pointeur des séries éliminatoires.
  - Élu dans l'équipe-type de l'European Hockey League
- 2003-2004 :
  - 10e meilleur pointeur de la saison régulière.
  - 2d meilleur pointeur des séries éliminatoires

## Statistiques
Pour les significations des abréviations, voir Statistiques du hockey sur glace.

### En club
| Saison    | Équipe                     | Ligue    |     | Saison régulière | Saison régulière | Saison régulière | Saison régulière | Saison régulière |   | Séries éliminatoires | Séries éliminatoires | Séries éliminatoires | Séries éliminatoires | Séries éliminatoires |
| Saison    | Équipe                     | Ligue    | PJ  | B                | A                | Pts              | Pun              | PJ               | B | A                    | Pts                  | Pun                  |                      |                      |
| 1991-1992 | SaiPa Lappeenranta         | Fin-2    | 20  | 6                | 6                | 12               | 20               |                  |   |                      |                      |                      |                      |                      |
| 1992-1993 | SaiPa Lappeenranta         | Fin-2    | 23  | 6                | 8                | 14               | 14               |                  |   |                      |                      |                      |                      |                      |
| 1992-1993 | TPS Turku                  | SM-liiga | 1   | 0                | 0                | 0                | 0                |                  |   |                      |                      |                      |                      |                      |
| 1993-1994 | Kiekko-67 Turku            | Fin-2    | 4   | 2                | 2                | 4                | 27               |                  |   |                      |                      |                      |                      |                      |
| 1993-1994 | TPS Turku                  | SM-liiga | 33  | 5                | 9                | 14               | 16               | 10               | 1 | 1                    | 2                    | 4                    |                      |                      |
| 1994-1995 | Kiekko-67 Turku            | Fin-2    | 1   | 0                | 1                | 1                | 29               |                  |   |                      |                      |                      |                      |                      |
| 1994-1995 | TPS Turku                  | SM-liiga | 44  | 11               | 7                | 18               | 18               | 5                | 1 | 1                    | 2                    | 4                    |                      |                      |
| 1995-1996 | Kiekko-67 Turku            | Fin-2    | 2   | 0                | 2                | 2                | 2                |                  |   |                      |                      |                      |                      |                      |
| 1995-1996 | TPS Turku                  | SM-liiga | 40  | 15               | 16               | 31               | 22               | 11               | 3 | 5                    | 8                    | 14                   |                      |                      |
| 1996-1997 | TPS Turku                  | SM-liiga | 44  | 15               | 19               | 34               | 60               | 11               | 5 | 6                    | 11                   | 31                   |                      |                      |
| 1997-1998 | Mighty Ducks de Cincinnati | LAH      | 29  | 4                | 9                | 13               | 30               |                  |   |                      |                      |                      |                      |                      |
| 1997-1998 | Mighty Ducks d'Anaheim     | LNH      | 3   | 0                | 0                | 0                | 0                |                  |   |                      |                      |                      |                      |                      |
| 1998-1999 | Mighty Ducks d'Anaheim     | LNH      | 73  | 3                | 5                | 8                | 24               | 4                | 0 | 0                    | 0                    | 2                    |                      |                      |
| 1999-2000 | Mighty Ducks d'Anaheim     | LNH      | 63  | 7                | 11               | 18               | 26               |                  |   |                      |                      |                      |                      |                      |
| 2000-2001 | Mighty Ducks de Cincinnati | LAH      | 40  | 14               | 26               | 40               | 39               | 3                | 2 | 1                    | 3                    | 2                    |                      |                      |
| 2000-2001 | Mighty Ducks d'Anaheim     | LNH      | 12  | 1                | 1                | 2                | 2                |                  |   |                      |                      |                      |                      |                      |
| 2001-2002 | Jokerit Helsinki           | SM-liiga | 48  | 8                | 21               | 29               | 87               | 12               | 1 | 8                    | 9                    | 12                   |                      |                      |
| 2002-2003 | Jokerit Helsinki           | SM-liiga | 44  | 7                | 16               | 23               | 36               | 10               | 2 | 1                    | 3                    | 26                   |                      |                      |
| 2003-2004 | TPS Turku                  | SM-liiga | 50  | 16               | 28               | 44               | 46               | 13               | 2 | 9                    | 11                   | 10                   |                      |                      |
| 2004-2005 | TPS Turku                  | SM-liiga | 37  | 9                | 18               | 27               | 40               |                  |   |                      |                      |                      |                      |                      |
| 2005-2006 | TPS Turku                  | SM-liiga | 4   | 1                | 0                | 1                | 4                |                  |   |                      |                      |                      |                      |                      |
| Totaux    | Totaux                     | Totaux   | 151 | 11               | 17               | 28               | 52               | 4                | 0 | 0                    | 0                    | 2                    |                      |                      |

## Carrière internationale
| Année | Compétition                 |   | PJ | B | A | Pts | Pun | +/- |  | Résultat |
| 1992  | Championnat d'Europe junior | 5 | 2  | 0 | 2 | 14  |     |     |  |          |
| 1993  | Championnat d'Europe junior | 6 | 1  | 3 | 4 | 18  | -1  |     |  |          |
| 1994  | Championnat du monde junior | 7 | 0  | 2 | 2 | 8   | -2  |     |  |          |
| 1995  | Championnat du monde junior | 7 | 2  | 3 | 5 | 18  | +5  |     |  |          |
| 1997  | Championnat du monde        | 5 | 2  | 0 | 2 | 0   | +1  |     |  |          |
| 2000  | Championnat du monde        | 8 | 0  | 0 | 0 | 6   | -1  |     |  |          |
| 2002  | Jeux olympiques             | 4 | 0  | 0 | 0 | 4   | -3  |     |  |          |
| 2002  | Championnat du monde        | 9 | 1  | 0 | 1 | 16  | +1  |     |  |          |